# Jurandir
Jurandir de Freitas (Marília, Brasil, 12 de noviembre de 1940-São Paulo, Brasil, 6 de marzo de 1996), más conocido como Jurandir, fue un futbolista y brasileño que jugaba como defensa.
Fue candidato a diputado estadual en 1986, por el Partido Comunista Brasileño.

## Selección nacional
Fue internacional con la selección de fútbol de Brasil en 14 ocasiones. Formó parte de la selección campeona del mundo en 1962, sin jugar ningún partido.

### Participaciones en Copas del Mundo
| Mundial                        | Sede  | Resultado | Partidos | Goles |
| ------------------------------ | ----- | --------- | -------- | ----- |
| Copa Mundial de Fútbol de 1962 | Chile | Campeón   | 0        | 0     |

## Clubes
| Club        | País   | Año       |
| ----------- | ------ | --------- |
| Corinthians | Brasil | 1959-1960 |
| São Bento   | Brasil | 1960-1962 |
| São Paulo   | Brasil | 1962-1972 |
| Marília     | Brasil | 1972      |
| Operário    | Brasil | 1973      |
| Amparo      | Brasil | 1976      |
| União Mogi  | Brasil | 1979      |

## Palmarés

### Campeonatos regionales
| Título              | Club      | País   | Año  |
| ------------------- | --------- | ------ | ---- |
| Campeonato Paulista | São Paulo | Brasil | 1970 |
| Campeonato Paulista | São Paulo | Brasil | 1971 |

### Copas internacionales
| Título                 | Selección | Sede  | Año  |
| ---------------------- | --------- | ----- | ---- |
| Copa Mundial de Fútbol | Brasil    | Chile | 1962 |